# Edward Bruce
Edward Bruce, född 10 maj 1861, död 9 september 1919, var en amerikansk bågskytt. Han deltog vid olympiska sommarspelen 1904.